# 外員山 (新北市大字)
外員山，是臺灣新北市中和區的一個傳統地域名稱，位於該區西部。相較於今日行政區，其範圍大致包括員富里、員山里、積穗里不含東南端一小塊地、安穗里西北部凸出部分北側、嘉新里北部至西部邊界地帶、民有里、民享里、瑞穗里、冠穗里、明穗里北部。

## 歷史
台灣清治末期，外員山地區為一街庄，稱為「外員山庄」，隸屬於擺接堡。該庄北與埔墘庄為鄰，東與永和庄為鄰，南邊東側為漳和庄、四十張庄，南邊西側及西南邊為員山仔庄。
1901年（日明治三十四年）11月，全台廢縣廳改設二十廳，該庄隸屬於臺北廳。1903年（明治三十六年）6月，該庄編入「枋寮區」，仍隸屬於斗六廳。1909年（明治四十二年）10月，全台二十廳合併為十二廳，枋寮區隸屬不變。1920年（大正九年），全台地方制度大改正，該庄改制為「外員山」大字，隸屬於臺北州海山郡中和庄。
戰後中和庄改制為中和鄉，隸屬於臺北縣，外員山與四十張、員山子合併劃為「積穗村」。1950年9月，北、基、宜分治，中和鄉隸屬不變。1958年中和、永和分治時，本地區仍隸屬於中和鄉。1978年中和鄉改制為中和市，村亦改制為里。2010年臺北縣改制為新北市，中和市改制為中和區。由於人口增加，如今該地區已細分為10個里。

## 交通
省道台64線又稱「東西向快速公路八里新店線」、「新北市特一號快速道路」，大致以西北—東南走向經過外員山地區東北部。由該道路向西北可前往板橋、三重、五股、八里等地，向東南可前往南勢角、新店北部。
縣道106號（中山路三段至二段）是林口下福至瑞芳的道路，大致以西偏北—東偏南走向經過本地區中部。由該道路向西偏北可前往板橋、新莊、泰山、林口等地，向東偏南可前往新店北部、木柵、深坑、石碇、平溪、瑞芳等地。
區道北91線（員山路）是新海大橋至灰磘的道路，大致以北向南轉北北西—南南東走向經過本地區東部。由該道路向北可前往埔墘、江翠、新埔北部並止於新海大橋南側市道106號路口，向南南東轉南可前往四十張、灰磘並止於區道北90線路口。